# Маргиева, Залина Сослановна
Зали́на Сосла́новна Марги́ева (род. 5 февраля 1988, Владикавказ, Северная Осетия, СССР) — молдавская метательница молота. Чемпионка мира среди молодежи, четырехкратная обладательница кубка Европы, чемпионка Всемирной летней Универсиады (2011). Финалистка Чемпионатов Европы, мира и Олимпийских игр.
Родилась в Северной Осетии, но после ухудшения обстановки в регионе вместе с семьей переехала в Молдавию. Её личным тренером является отец Сослан Маргиев. Участница двух Олимпиад 2008 и 2012. На играх в Лондоне заняла 8-е место, метнув молот на 74, 05 м. Несла флаг Молдавии на церемонии закрытия Олимпийских игр.
Старшая сестра Залины Марина также является метательницей молота. Брат спортсменки Сергей участвует в соревнованиях по метанию молота среди мужчин.
Залина Маргиева является офицером Пограничной службы Молдовы.

## Дисквалификация
2 октября 2013 года стало известно, что за использование запрещённого препарата Залина Маргиева дисквалифицирована на два года начиная с 24 июля 2013 по 23 июля 2015 года. Все результаты, достигнутые спортсменкой, начиная с ЧМ 2009, считаются недействительными, включая её национальный рекорд (74.47-2012). Она лишится и бронзы Универсиады в Казани.